# Jokerit
Jokerit er en professionel ishockeyklub i Helsinki, Finland, som har hjemmebane i Hartwall Arena. Klubben blev stiftet den 27. oktober 1968 og har vundet det finske mesterskab i ishockey seks gange: 1973, 1992, 1994, 1996, 1997 og 2002. Klubben har siden 2014 som den første finske klub spillet i den Kontinentale Hockey-Liga, hvor den i sin første sæson tabte i konferencesemifinalen i kampen om Gagarin-pokalen. 
Klubbens navn betyder "Jokerne".

## Titler

### Nationale titler
- Finsk mester (6 titler): 1973, 1992, 1994, 1996, 1997, 2002.

### Internationale titler
- Mesterholdenes Europa Cup (2 titler): 1995, 1996.
- IIHF Continental Cup (1 titel): 2003.